# Kievitpolder
De Kievitpolder is een kleine polder die zich bevindt ten westen van de Perkpolder. Ze maakt deel uit van de Polders van Hontenisse en Ossenisse.
De polder, omstreeks 1200 aangelegd door de monniken van de Abdij Ten Duinen, meet 24 ha en stond vanouds bekend als de Keynes- of Keyvitpolder.
De Kievitpolder is over een lengte van ongeveer 200 meter zeewerend en de dijk is gevoelig voor dijkval wegens de nabijheid van de Schaar van Ossenisse, een geul in de Westerschelde. Om dit tegen te gaan werden enkele strekdammen aangelegd, waaronder de Krabbendam in 1841.
In de Kievitpolder bevindt zich de buurtschap Kreverhille.
Burghpolder · Clinge- en Kieldrechtpolders · Clingepolder · Dullaertpolder · Eekenissepolder · Graauwsche Polders · Havenpolder · Hertogin Hedwigepolder · Hoof- en Molenpolder · Hooglandpolder · Kieldrechtpolders · Kievitpolder · Kleine Molenpolder · Koningin Emmapolder · Langendampolder · Louisapolder · Mariapolder (Hulst) · Melopolder · Mispadpolder · Molenpolder (Hulst) · Nijspolder · Noordhofpolder · Oude Graauwpolder · Oudelandpolder · Polders tussen Lamswaarde en Hulst · Polders van Hontenisse en Ossenisse · Saaftingepolders · Saeftingepolder · Ser-Pauluspolder · Stoofpolder · Van Alsteinpolder · Vitshoek · Willem-Hendrikspolder · Zandpolder · Zoutepolder